# Goodyera purpusii
Goodyera purpusii är en orkidéart som beskrevs av Paul Ormerod. Goodyera purpusii ingår i släktet knärötter, och familjen orkidéer. Inga underarter finns listade i Catalogue of Life.